# Platycaulos acutus
Platycaulos acutus är en gräsväxtart som beskrevs av Esterh. Platycaulos acutus ingår i släktet Platycaulos och familjen Restionaceae. Inga underarter finns listade i Catalogue of Life.